# Волынец, Андрей Иванович
Андре́й Ива́нович Волы́нец (бел. Андрэй Іванавіч Валынец; январь 1904 — 30 марта 1965) — Герой Советского Союза, член подпольной Коммунистической партии Западной Белоруссии, активный участник революционной борьбы.

## Биография
Родился в январе 1904 года в деревне Желтки (ныне Вилейский район, Минская область, Республика Беларусь) в семье крестьянина. Белорус. В тринадцать лет начал трудовую деятельность. В 1926 году окончил полковую артиллерийскую школу в Ново-Вилейке.
С 1934 года член подпольной Коммунистической партии Западной Белоруссии, созданной в деревне Цинцевичи вернувшимся из Франции активистом Николаем Петрикевичем.
По доносу наряду с другими членами подпольного райкома был арестован польскими властями и отправлен в Вилейскую тюрьму, в камеру номер 17 для политических узников, а затем в печально известные виленские Лукишки.
17 сентября 1939 года был освобождён из-под ареста в связи со вступлением в Западную Белоруссию Красной Армии. Выйдя на свободу, приступил к реализации давней мечты — осушению болота возле родной деревни. Стал директором созданного торфозавода «Желтки». Новое предприятие поставляло в Вилейку, Молодечно, окрестные сёла дешёвое топливо. Энергичный директор планирует построить на базе завода электростанцию, заказывает локомобиль из Миорского лесопильного завода.
После начала Великой Отечественной войны и оккупации Вилейки наступавшими немецкими войсками Волынец создал антифашистскую патриотическую группу. Комиссаром группы становится попавший в окружение раненый политрук орденоносной 24-й Самаро-Ульяновской дивизии, штаб которой после советско-финской войны размещался в Молодечно, а один из полков квартировал в Вилейке.
С осени 1941 года группа Волынца начинает проводить диверсионную деятельность: устраивала нападения на полицейские посты, уничтожала телеграфные линии, пускала под откос немецкие эшелоны.
В июле 1942 года, совместно с Вилейско-Куренецким подпольем, группа Волынца поджигает деревянный мост через Вилию. Затем группа перебазируется в Плещеницкий район, войдя отдельным взводом в состав бригады «Народные мстители», которой после гибели командира В. Воронянского было присвоено его имя. Партизаны громят вражеские гарнизоны в Ольковичах и Зембине. В жестоком бою Волынец получает ранение в ногу и на пять месяцев попадает в партизанский госпиталь.
В сентябре 1943 года после выздоровления А. И. Волынец с группой в 5 человек был послан в Вилейский район. В течение нескольких месяцев его группа выросла в отряд до 300 человек.
В июне 1944 года отряд Волынца был реорганизован в партизанскую бригаду «За Советскую Беларусь» и он был назначен её командиром. К моменту соединения с Красной Армией в ней находилось — 410 партизан. На счету бригады сотни боевых операций.
15 августа 1944 года «за особые заслуги в развитии партизанского движения в Белоруссии, образцовое выполнение правительственных заданий в борьбе против гитлеровских захватчиков, за отвагу и мужество Указом Президиума Верховного Совета СССР» А. И. Волынцу присвоено звание Героя Советского Союза.
Лично участвовал в 26 крупных боях и 48 боевых операциях и боевых столкновениях, 59 диверсиях, на личном счету 9 пущенных под откос эшелонов, 18 подорванных автомашин, значительное количество живой силы противника, а также освобождение деревень Коловичи, Порса, Баровцы.
После войны бывшему командиру бригады доверили восстановление народного хозяйства в родных местах: вначале он трудится на посту председателя Вилейского горисполкома, затем на ответственных должностях в Вилейском, Молодечненском райисполкомах, облисполкоме.
В 1944—1945 годах — член государственной комиссии по переселению белорусов из Польши в БССР.
Умер Андрей Иванович Волынец 30 марта 1965 года в городе Молодечно.

## Награды
- Медаль «Золотая Звезда» (№ 4352)- 16 сентября 1944 года
- Орден Ленина

## Память
В 2004 году, к 60-летию освобождения Беларуси, жители Вилейки торжественно открыли мемориальную доску в честь своего земляка, легендарного партизанского комбрига, родившегося неподалёку от райцентра. Также памятник Герою находится в городе Молодечно на улице Волынца.
Улицы названы в честь А. И. Волынца в Вилейке, Молодечно.
Экспозиции, посвящённые Герою, в Вилейском краеведческом музее и в Минском областном краеведческом музее, который находится в Молодечно.
Имя А. И. Волынца на Аллее Героев в Вилейке.